# 山響
山響（やまひびき）は、日本相撲協会の年寄名跡のひとつ。初代・山響が四股名として名乗っていたもので、その由来は定かではない。
1883年2月に横浜巡業から脱走した後渡米してプロレスラー・プロボクサーとなり、帰国後プロモーターとして、1887年6月に、日本で初めてプロレス・ボクシングの興行を『欧米大相撲』の名称で行った戸田川庄五郎（本名、浜田庄吉。リングネーム、コラキチ・ハマダ）が、山響部屋の所属だったとされる（時期的には5代目の時代）が、それ以外にはかつての山響部屋の存在については確認されていない。
2015年11月に20代目が北の湖部屋を継承する形で山響部屋を発足させた。

## 山響の代々
- 代目の太字は、部屋持ち親方。

| 代目 | 引退時しこ名   | 最高位 | 所属部屋                | 現役時の襲名期間                      | 備考                      |
| ---- | -------------- | ------ | ----------------------- | ------------------------------------- | ------------------------- |
| 初代 | 山響傅内       | ---    | ---                     |                                       |                           |
| 2代  | 鳴潮鷹五郎     | 十5    | ---                     | 1813年1月-1828年11月（死去）          |                           |
| 3代  | 文字ヶ関七之助 | 下1    | 東関-佐渡ヶ嶽部屋       | 1834年1月-1844年10月（死去）          |                           |
| 4代  | ?              | ---    | ---                     | 1862年3月-1879年6月（死去）           |                           |
| 5代  | 藤縄團次       | 十9    | 東関部屋                | 1882年1月-1900年9月（死去）           |                           |
| 6代  | 嶽ノ越亀吉     | 十1    | 伊勢ノ海部屋            | 1904年1月-1913年4月（死去）           |                           |
| 7代  | 碇潟夘三郎     | 前1    | 草風（京都）-出羽海部屋 | 1913年5月-1922年5月                   | 借株 9代佐ノ山に名跡変更  |
| 8代  | 釋迦ヶ嶽庄太郎 | 前3    | 山科-出羽海部屋         | 1922年5月-1961年1月（停年(定年)退職） |                           |
| 9代  | 信夫山治貞     | 関脇   | 小野川-陣幕-小野川部屋  | 1961年1月-1965年9月（廃業）           |                           |
| 10代 | 房錦勝比古     | 関脇   | 若松-西岩-若松部屋      | 1967年2月-1979年8月                   | 10代若松に名跡変更        |
| 11代 | 大鷲平         | 前3    | 若松部屋                | 1979年9月-1980年9月（廃業）           | 借株                      |
| 12代 | 黒姫山秀男     | 関脇   | 立浪部屋                | 1982年10月-1983年5月                  | 借株 14代出来山に名跡変更 |
| 13代 | 大飛進         | 前2    | 大山部屋                | 1983年5月-1986年4月                   | 借株 14代大山に名跡変更   |
| 14代 | 大剛健嗣       | 前11   | 花籠部屋                | 1986年6月-1988年5月                   | 借株 18代北陣に名跡変更   |
| 15代 | 朝潮太郎 (4代) | 大関   | 高砂部屋                | 1989年3月-1990年3月                   | 11代若松に名跡変更        |
| 16代 | 前乃臻康夫     | 小結   | 高田川部屋              | 1990年3月-1997年1月（解雇）           | 借株                      |
| 17代 | 鬼雷砲良蔵     | 前4    | 高田川部屋              | 1997年11月-1999年3月（退職）          | 借株                      |
| 18代 | 豊ノ海真二     | 前1    | 藤島-二子山部屋         | 1999年3月-2002年6月（退職）           | 借株                      |
| 19代 | 大竜忠博       | 十4    | 大鵬部屋                | 2005年4月-2006年12月                  | 借株 12代二子山に名跡変更 |
| 20代 | 巌雄謙治       | 前1    | 北の湖部屋              | 2006年12月-                           |                           |